# АЗЛК серии 3-5-(x)
АЗЛК серии 3-5-(x) — семейство пробных (экспериментальных) легковых автомобилей, спроектированных и собранных в небольшом количестве на заводе МЗМА / АЗЛК в Москве в первой половине 1970-х годов.
Дальнейшие разработки перспективных Москвичей велись в рамках С-серии. Обозначение «3-5» изначально показывало, что перспективная модель должна была пойти в серию приблизительно в 1973—1975 годах.

## Предыстория
Все 1950е - 60е годы Московский завод малолитражных автомобилей (МЗМА) находился в состоянии активного развития. Смена моделей на конвейере происходила каждые 4-5 лет, к концу шестидесятых до 55 % выпущенных автомобилей уходили на экспорт во многие страны мира, включая Западную Европу. На заводе работал коллектив молодых и творческих дизайнеров и конструкторов. Едва освоив в 1963 году считавшуюся «переходной» модель «Москвич-403» — со старым кузовом и «подновлённым» двигателем модели «407», уже в следующем, 1964 году на заводе запустили в серию «Москвич-408», который отличался совершенно новым, стильным и достаточно современным для тех лет кузовом.
Между тем, М-408 также представлял собой «переходную модель»: получив новый кузов, он сохранял архаичный нижневальный мотор, который хоть и развивал в новой модификации достойные по тем временам 50 л. с., но, всё же, корнями уходил ещё в тридцатые годы и настоятельно требовал замены. Таковая уже создавалась с начала шестидесятых годов — на заводе активно велись работы по совершенно новому 1,5-литровому цельноалюминиевому двигателю, задуманному как база для многочисленных модификаций рабочим объёмом 1,5—2 литра. В 1967 году они увенчались запуском в серию модели «Москвич-412». Производство двигателя из-за загруженности самого МЗМА вскоре было решено перенести на Уфимский завод авиамоторов — в те годы вряд ли кто либо мог предугадать, какие проблемы принесёт передача моторного производства стороннему предприятию, находящемуся в подчинении другого министерства.
Между тем, новый мотор на первом этапе пришлось устанавливать в кузов модели «408», который по мере приближения к концу шестидесятых годов быстро устаревал. Работа над преемниками «408-го» велась на заводе по двум направлениям.
С одной стороны, ещё с середины шестидесятых велась работа по обновлению дизайна М-408 — в конечном итоге эта линия привела к рестайлинговому кузову моделей «408ИЭ» и «412ИЭ», в котором они стали собираться с 1969 года. Однако, и «Москвич-412ИЭ» виделся на заводе как «временная» модель — кузов и шасси его всё же восходили к устаревшему «Москвичу-408», и для сохранения конкурентоспособности на внешних рынках настоятельно требовали замены в ближайшем будущем.
К тому времени уже был подписан договор с итальянской фирмой Fiat, предусматривавший постройку в городе Тольятти завода, рассчитанного на массовый выпуск лицензионного варианта модели «Fiat 124» — того же класса, что и М-412, но с более современными кузовом и шасси, объективно превосходившей «Москвич» по потребительским качествам и технически. На МЗМА же с весны 1967 года велись работы над полностью новым автомобилем, пока сохраняющим основные стилистические решения «Москвича-412ИЭ», но более крупным и технически совершенным — фактически, не заменой предыдущей модели, а представителем нового для советского автопрома класса — верхней группы малого, низшей группы среднего класса, что позволило бы заполнить имевшийся в типажах советских легковых автомобилей «вакуум» между «Москвичом-412» и готовившимися к производству моделями ВАЗ малого класса с одной стороны — и среднелитражной «Волгой» с другой. Первые имели длину около четырёх метров и двигатели объёмом 1,2—1,5 литра, вторая — соответственно около пяти метров и 2,5 литра. Между тем, в Европе в шестидесятые годы получили широкое распространение модели, характеристики которых находились как раз примерно посередине между этими цифрами; это соответствовало по тогдашним меркам европейскому «среднему классу» («Mittelklasse»), или так называемому сегменту «больших семейных автомобилей» («Large family cars») — то есть, современному сегменту D.
В Западной Европе автомобили этой размерной группы получили в те годы большое распространение — например, западногерманские «Ford Taunus» и «Opel Rekord», английский «Ford Zephyr», и другие. Во многом сохраняя свойственные малолитражным автомобилям относительные экономичность, дешевизну в эксплуатации и компактность в сравнении с машинами класса «Волги», они сочетали их с неплохими вместимостью и комфортабельностью относительно «малолитражек». Такие модели в наибольшей степени соответствовали понятию «семейный автомобиль» — с относительным удобством размещали пятерых взрослых человек, были хорошо приспособлены для длительных загородных поездок, число которых в те годы росло во всём мире, и в СССР — в том числе. В производственных программах отечественных автозаводов подобные модели на тот момент совершенно отсутствовали.
Именно в этом классе и было решено разрабатывать перспективное семейство автомобилей «Москвич», получившее обозначение «3-5» согласно запланированным годам постановки в серийное производство — 1973—1975. Разработка семейства началась весной 1967 года. Планировалось комплектовать эти автомобили унифицированными моторами с рабочим объёмом 1,5, 1,6, 1,7 и 1,8 литра мощностью 75—103 л. с., созданными на основе двигателя модели «412», часть выпуска — автоматической трансмиссией.

## 3-5-2, 3-5-3, 3-5-4

Москвич-2145 (3-5-3У) — универсал

Первыми автомобилями серии стали прототипы от «3-5-1» до «3-5-3» типа «седан» (4333×1660×1420 мм, база 2525 мм, 1,7 л, 96 л. с.). Версия с кузовом «универсал» обозначалась как «3-5-3У» (государственный индекс 2145; габариты – 4400×1615×1386 мм), а дальнейшая разработка седана, внешне отличающаяся крупноячеистой решеткой радиатора и деталями отделки — «3-5-4» (1,5 л, 81 л. с.).
С точки зрения дизайна, этот автомобиль напоминал увеличенный на 200 мм в длину и на 100 мм в ширину «Москвич-408», сохранение характера расположения поверхностей кузова которого было одним из требований технического задания. Как вспоминал один из работавших над автомобилем дизайнеров, Игорь Андреевич Зайцев, бывший в то время генеральным конструктором МЗМА Александр Андронов видел будущую машину именно в виде увеличенного «408-го», так как считал его дизайн самодостаточным и достаточно оригинальным.
— Мы никак не могли понять, зачем нужны четыре одинаковых макета. Начали лепить самостоятельно, и что-то у нас, казалось, стало получаться интересное. Андронов по нескольку раз в день обходил все КБ: «Чем заняты, какие проблемы?» Заходил и к нам, делал замечания — мол, что-то надо изменить здесь, что-то здесь. А мы продолжаем гнуть свою линию. И Андронов как-то отозвал меня в сторонку: «Почему упрямитесь? Конечно, вам, молодым, хочется проявить себя после Строгановки. Но я-то знаю, что у вас ничего не получится! Если вы не скопируете „четыреста восьмой“», то положение передней стойки не найдёте.
Результатом возникшего по этому поводу конфликта стал временный уход Зайцева с АЗЛК.
Собранный к 1970 году ходовой образец, по современной оценке, получился устаревшим уже на момент своего создания. Было ясно — необходимы принципиально новые идеи и решения.

## 3-5-5, 3-5-6

«3-5-5» отличали вполне современные для начала семидесятых годов дизайн и агрегатная часть и вместительный салон, по отделке существенно превосходящий модели «ВАЗ»

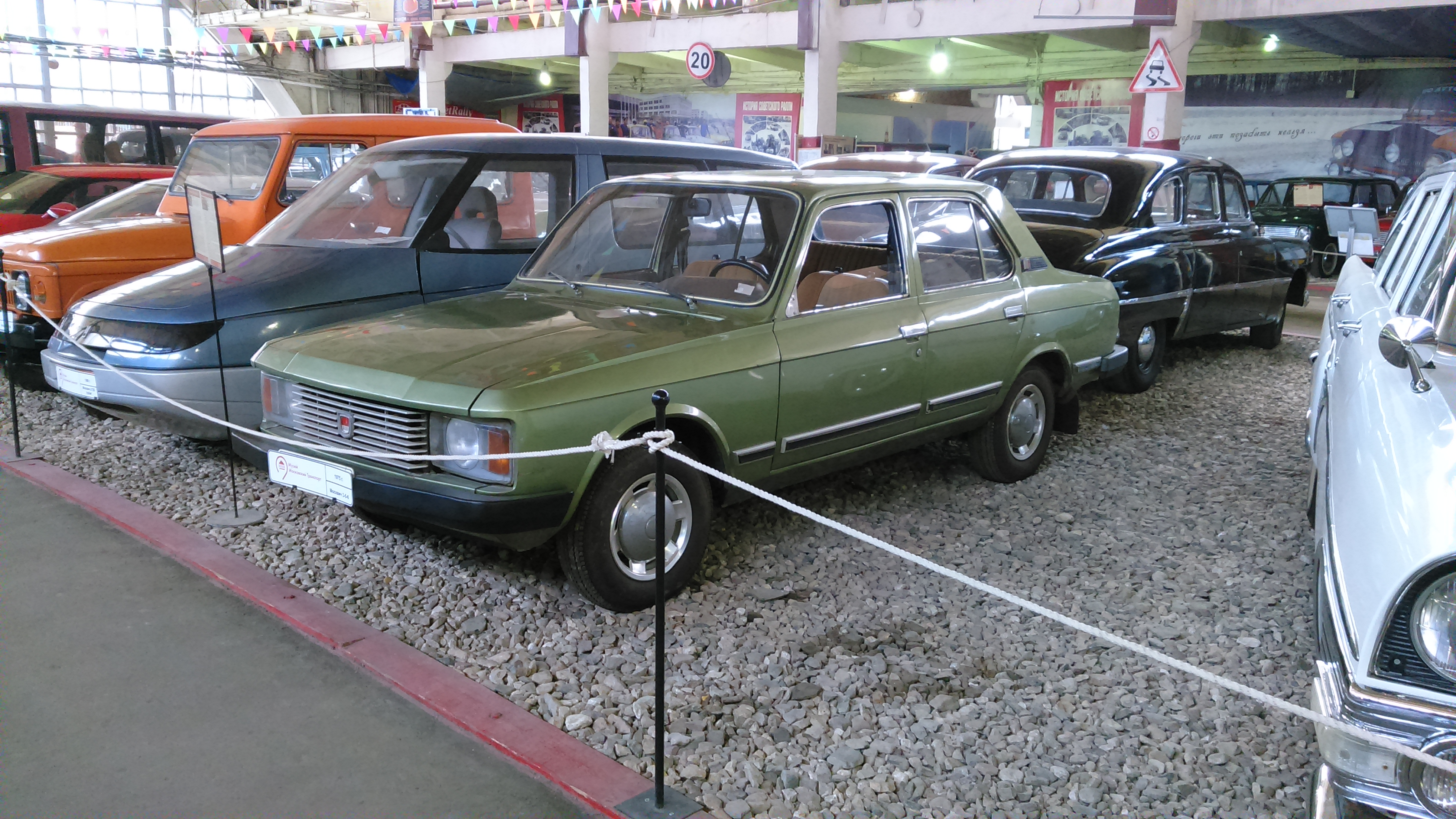
«Москвич-3-5-6» в Музее московского транспорта

В 1972 году был собран образец «3-5-5», он был окрашен в серебристый металлик. Автомобиль в целом унаследовал от «3-5-2» основные габаритные размеры, но дизайн был совершенно новым, более гармоничным и современным; «3-5-5» отчасти напоминал на тот момент лишь только запущенный в серию BMW пятой серии E12. При этом, в облике автомобиля присутствовали легко узнаваемые «москвичовские» черты, обозначающие преемственность поколений — ребро жёсткости на боковине, форма передних крыльев, оформление панели задка, фары (серийные от «Москвича-412») и клетчатая решётка радиатора. Салон был унаследован в целом от предыдущего прототипа («3-5-4»).
Предусматривалась зависимая рычажно-пружинная подвеска задних колёс, силовые агрегаты увеличенного объёма (1,6, 1,7 и 1,8 л), модернизированная коробка передач. Автомобиль имел также просторный салон, большой багажник с вертикально размещенной «запаской», гнутые боковые стёкла и травмобезопасные ручки дверей.
Отдельные черты дизайна «3-5-5» были реализованы на разрабатывавшейся параллельно модели «Москвич-412Н», запущенной в производство с начала 1976 года.
Только к началу 1974 года был собран следующий прототип — «3-5-6», отличавшийся от «3-5-5» полностью новым салоном, при разработке которого первые в отечественной практике был применён посадочный макет, автоматической коробкой передач фирмы Borg-Warner, иным оформлением кузова. Ходовой прототип был окрашен в светло-зелёный металлик и имел двигатель объёмом 1,8 литра с двумя карбюраторами Zenith (103 л. с.). Этот автомобиль находился в коллекции музея ОАО «Москвич», в настоящее время находится в коллекции Музея московского транспорта на Рогожском Валу.
Согласно воспоминаниям бывшего главного конструктора Александра Андронова, покинувшего завод в 1972 году, работы по серии 3-5 были прекращены по настоянию тогдашнего директора Валентина Коломникова, ожидавшего перевода в министерство и не желавшего брать на себя ответственность за постановку на конвейер принципиально новой модели. По утверждению его оппонента Виктора Зайцева, за время работ над серией мировой автопром ушёл далеко вперед, «машины получались грубыми, устаревшими». Так или иначе, в 1975 году была начата работа над новой серией перспективных «Москвичей». Первая машина в рамках этого проекта, доведённая до стадии постройки ходовых образцов, на ранних этапах имела наименование 3-5-8, но её быстро переименовали в С-1.